# Creozot

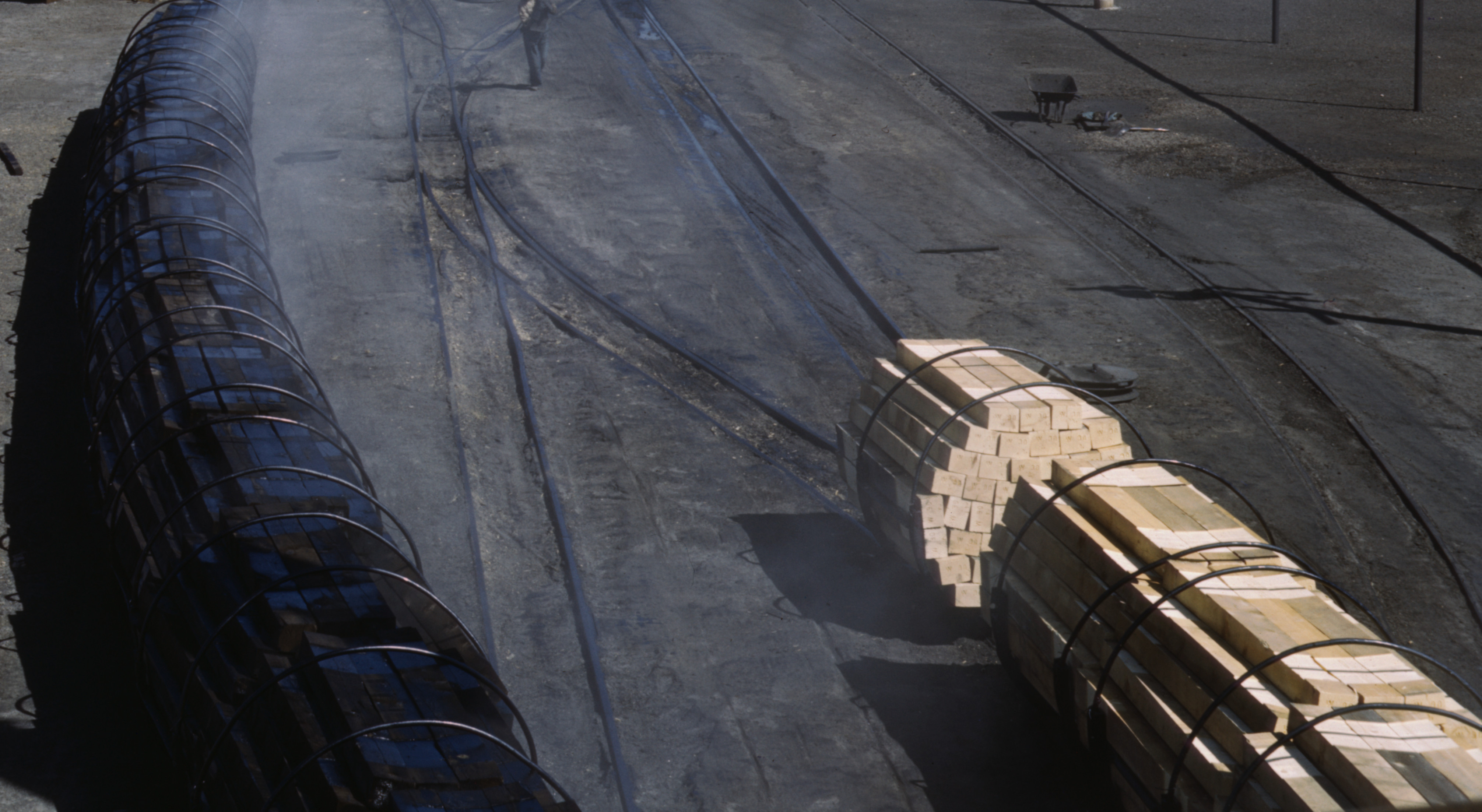
Două trenuri ce transportă cherestea: marfa din stânga a fost tratată cu creozot în vederea conservării sale, iar cea din dreapta urmează să fie tratată.

Creozotul este un lichid uleios, de culoare gălbuie până la închisă, cu miros puternic, obținut în urma distilării gudroanelor de lemn (creozotul de lemn) și a gudroanelor de cărbune (creozotul de cărbune). Creozotul de lemn (mai deschis la culoare) se folosește în medicină ca antiseptic și expectorant, iar cel de cărbune (închis la culoare) se folosește pentru conservarea cherestelei. Creozotul conține fenoli și crezoli și este cancerigen.